# Víctor Ruiz (meksykański piłkarz)
Víctor Ruiz del Valle (ur. 7 czerwca 1969 w Santiago Tepeyahualco) – były meksykański piłkarz występujący najczęściej na pozycji środkowego pomocnika.
Ruiz swoją karierę piłkarską zaczynał w stołecznym zespole Cruz Azul. Jego największym osiągnięciem odniesionym z tą drużyną było wicemistrzostwo Meksyku w sezonie 1994/95. W latach 1996–2001 reprezentował barwy Deportivo Toluca, z którym to osiągał najbardziej spektakularne sukcesy w karierze – trzy mistrzostwa kraju (Verano 1998, Verano 1999, Verano 2000) oraz jedno wicemistrzostwo (Invierno 2000). Z ostatnim klubem podczas przygody z piłką, Necaxą, zdołał wywalczył tytuł wicemistrzowski podczas rozgrywek Verano 2002. Karierę piłkarską zakończył po sezonie Clausura 2006.
Ruiz rozegrał także 26 spotkań dla seniorskiej reprezentacji Meksyku, strzelając w nich 6 goli. Został powołany na Puchar Konfederacji 2001, kiedy to w meczu z Koreą Południową strzelił jedynego gola dla El Tri podczas tego turnieju.

## Kariera klubowa

### Cruz Azul
Ruiz jest wychowankiem stołecznego zespołu Cruz Azul. Do seniorskiego zespołu został włączony w wieku 23 lat przez trenera Nelsona Acostę. W meksykańskiej Primera División zadebiutował 22 sierpnia 1992 w wygranym 2:1 spotkaniu z Leónem, kiedy to przebywał na placu gry przez pełne 90 minut. Już w kolejnym meczu ligowym, z Tigres UANL (2:2), Ruiz otrzymał pierwszą czerwoną kartkę w karierze (w 40 minucie spotkania). Pierwszą bramkę zawodnik zdobył 27 marca 1993, w wygranym 5:1 meczu z Tecos UAG. Wówczas w 26 minucie otworzył wynik spotkania. Do końca swojego pobytu w Cruz Azul Ruiz był jego podstawowym zawodnikiem. Ponadto w sezonie 1994/95 wywalczył z zespołem La Máquina wicemistrzostwo Meksyku. Stołeczna drużyna w dwumeczu finałowym przegrała z Necaxą łącznym wynikiem 1:3 (1:1, 0:2), jednak Ruiz nie wystąpił w żadnym meczu fazy play–off.

### Toluca
Latem 1996 Ruiz został sprzedany do klubu Deportivo Toluca. Miejsce w podstawowym składzie Toluki wywalczył jednak dopiero rok później, kiedy to trenerem zespołu został Enrique Meza. W rozgrywkach Verano 1998 (po pokonaniu łącznym wynikiem 6:4 Necaxy), Verano 1999 (5:5, 5:4 po karnych z Atlasem) i Verano 2000 (7:1 z Santos Laguną) Diablos Rojos zostawali mistrzami kraju. Duży wkład w te sukcesy miał także Ruiz, który łącznie w wymienionych sezonach zanotował 15 goli i 15 asyst w 67 meczach (łącznie z fazą play–off). W dwóch meczach finałowych, z Necaxą i Santos Laguną, wpisywał się na listę strzelców. Wywalczył także wicemistrzostwo w sezonie Invierno 2000 po porażce z Morelią (1:3, 2:0). Podczas pięciu lat spędzonych w Toluce Ruiz w regularnym sezonie ligowym strzelił 33 gole w 157 meczach, natomiast w play–offach 6 bramek w 30 spotkaniach.

### Necaxa
W styczniu 2002 Ruiz odszedł do Necaxy. Już w premierowym sezonie w nowym zespole, Verano 2002, wywalczył z drużyną Rayos tytuł wicemistrzowski. Necaxa uległa w dwumeczu finałowym Américe 2:3 (2:0, 0:3). Ruiz wpisał się na listę strzelców w pierwszym spotkaniu, w 12 minucie meczu pokonując z rzutu wolnego bramkarza Amériki Adolfo Ríosa, natomiast pół godziny później zaliczył asystę przy trafieniu Zague. Miejsce w wyjściowym składzie Necaxy stracił wiosną 2004 i rolę rezerwowego pełnił już do zakończenia kariery, po sezonie Clausura 2006. Ostatnim meczem w jego karierze było rozegrane 29 kwietnia 2006 spotkanie z Tecos UAG, zakończone wynikiem 0:1.

## Kariera reprezentacyjna

### Dorosła reprezentacja
Ruiz po raz pierwszy do seniorskiej reprezentacji Meksyku został powołany w 1993 roku, jeszcze jako gracz Cruz Azul. Swój debiut w drużynie narodowej rozegrał 29 czerwca 1993 w wygranym 2:0 meczu towarzyskim z Kostaryką, w 60 minucie wchodząc na plac gry w roli zmiennika Ricardo Cadeny. Pierwszego gola w zespole Tri strzelił 30 listopada 1995 w sparingu z Kolumbią, zremisowanym ostatecznie 2:2. W reprezentacji Ruiz występował regularnie jedynie za kadencji Enrique Mezy, byłego trenera z Toluki. Meza zabrał zawodnika na Puchar Konfederacji 2001, na którym Ruiz zagrał we wszystkich trzech spotkaniach – z Australią (0:2, grał 1–90'), Koreą Płd. (1:2, 60–90') oraz Francją (0:4, 1–90'). Meksyk zakończył fazę grupową na ostatnim miejscu z trzema porażkami na koncie, natomiast Ruiz w meczu z Koreą zdobył jedynego gola dla Tri. Zanotował także trzy gole w dziewięciu meczach eliminacyjnych do Mundialu 2002.

## Statystyki kariery

### Klubowe
| Klub      | Sezon     | Kraj    | Rozgrywki        | Liga  | Liga |
| Klub      | Sezon     | Kraj    | Rozgrywki        | Mecze | Gole |
| --------- | --------- | ------- | ---------------- | ----- | ---- |
| Cruz Azul | 1992–1993 | Meksyk  | Primera División | 33    | 1    |
| Cruz Azul | 1993–1994 | Meksyk  | Primera División | 34    | 1    |
| Cruz Azul | 1994–1995 | Meksyk  | Primera División | 32    | 2    |
| Cruz Azul | 1995–1996 | Meksyk  | Primera División | 32    | 1    |
| Toluca    | 1996–1997 | Meksyk  | Primera División | 17    | 0    |
| Toluca    | 1997–1998 | Meksyk  | Primera División | 30    | 0    |
| Toluca    | 1998–1999 | Meksyk  | Primera División | 33    | 11   |
| Toluca    | 1999–2000 | Meksyk  | Primera División | 34    | 12   |
| Toluca    | 2000–2001 | Meksyk  | Primera División | 31    | 8    |
| Toluca    | 2001–2002 | Meksyk  | Primera División | 12    | 2    |
| Necaxa    | 2001–2002 | Meksyk  | Primera División | 15    | 2    |
| Necaxa    | 2002–2003 | Meksyk  | Primera División | 19    | 0    |
| Necaxa    | 2003–2004 | Meksyk  | Primera División | 26    | 4    |
| Necaxa    | 2004–2005 | Meksyk  | Primera División | 10    | 1    |
| Necaxa    | 2005–2006 | Meksyk  | Primera División | 7     | 0    |
| Łącznie   | Łącznie   | Łącznie | Łącznie          | 365   | 45   |

### Reprezentacyjne
| Reprezentacja | Kraj   | Rok    | Mecze | Gole |
| ------------- | ------ | ------ | ----- | ---- |
| Meksyk        | Meksyk | 1993   | 1     | 0    |
| Meksyk        | Meksyk | 1994   | 0     | 0    |
| Meksyk        | Meksyk | 1995   | 4     | 1    |
| Meksyk        | Meksyk | 1996   | 0     | 0    |
| Meksyk        | Meksyk | 1997   | 0     | 0    |
| Meksyk        | Meksyk | 1998   | 0     | 0    |
| Meksyk        | Meksyk | 1999   | 0     | 0    |
| Meksyk        | Meksyk | 2000   | 9     | 3    |
| Meksyk        | Meksyk | 2001   | 12    | 2    |
| Ogółem        | Ogółem | Ogółem | 26    | 6    |

#### Gole w reprezentacji
| #  | Data                | Miejsce                         | Przeciwnik        | Gol | Wynik | Zawody                   |
| -- | ------------------- | ------------------------------- | ----------------- | --- | ----- | ------------------------ |
| 1. | 30 listopada 1995   | Los Angeles, Stany Zjednoczone  | Kolumbia          | 1–0 | 2–2   | Mecz towarzyski          |
| 2. | 3 września 2000     | m. Meksyk, Meksyk               | Panama            | 1–0 | 7–1   | El. do MŚ 2002           |
| 3. | 27 września 2000    | East Lansing, Stany Zjednoczone | Boliwia           | 1–0 | 1–0   | Mecz towarzyski          |
| 4. | 8 października 2000 | m. Meksyk, Meksyk               | Trynidad i Tobago | 7–0 | 7–0   | El. do MŚ 2002           |
| 5. | 1 czerwca 2001      | Ulsan, Korea Południowa         | Korea Południowa  | 1–1 | 1–2   | Puchar Konfederacji 2001 |
| 6. | 20 czerwca 2001     | San Pedro Sula, Honduras        | Honduras          | 1–3 | 1–3   | El. do MŚ 2002           |

## Osiągnięcia

### Cruz Azul
- Drugie miejsce
  - Primera División de México: 1994/1995

### Toluca
- Zwycięstwo
  - Primera División de México: Verano 1998, Verano 1999, Verano 2000
- Drugie miejsce
  - Primera División de México: Invierno 2000

### Necaxa
- Drugie miejsce
  - Primera División de México: Verano 2002

## Styl gry
Ruiz słynął z precyzyjnie wykonywanych rzutów wolnych.